# Hamilton (Carolina del Nord)
Hamilton és una població dels Estats Units a l'estat de Carolina del Nord. Segons el cens del 2000 tenia 516 habitants.

## Demografia
Segons el cens del 2000, Hamilton tenia 516 habitants, 191 habitatges i 145 famílies. La densitat de població era de 415,1 habitants per km².
Dels 191 habitatges en un 34% hi vivien nens de menys de 18 anys, en un 52,4% hi vivien parelles casades, en un 20,9% dones solteres, i en un 23,6% no eren unitats familiars. En el 22,5% dels habitatges hi vivien persones soles el 8,4% de les quals corresponia a persones de 65 anys o més que vivien soles. El nombre mitjà de persones vivint en cada habitatge era de 2,57 i el nombre mitjà de persones que vivien en cada família era de 2,98.
Per edats la població es repartia de la següent manera: un 25,2% tenia menys de 18 anys, un 5,6% entre 18 i 24, un 23,4% entre 25 i 44, un 27,7% de 45 a 60 i un 18% 65 anys o més.
L'edat mediana era de 42 anys. Per cada 100 dones de 18 o més anys hi havia 72,3 homes.
La renda mediana per habitatge era de 23.625 $ i la renda mediana per família de 28.977 $. Els homes tenien una renda mediana de 27.500 $ mentre que les dones 16.563 $. La renda per capita de la població era de 12.832 $. Entorn del 18,2% de les famílies i el 24,1% de la població estaven per davall del llindar de pobresa.

## Poblacions més properes
El següent diagrama mostra les poblacions més properes.